# Universidad Monteávila
Die Universidad Monteávila (UMA; deutsch Katholische Universität von Monteávila) ist eine Universität in Caracas (Venezuela). Der Campus befindet sich im Stadtteil Boleíta Norte, am Fuße des Ávila-Massivs, nach dem sie benannt ist.

## Geschichte
Die Hochschule wurde am 2. Oktober 1998 gegründet. 1999 nahm sie in den Fachrichtungen Soziale Kommunikation, Verwaltung, Bildung und Recht den Studienbetrieb auf.